# Poesía augusta
En la literatura inglesa, la poesía augusta es una rama de la literatura augusta, y se refiere a la poesía del siglo XVIII, específicamente la de la primera mitad de siglo. El término viene de cómo se llamaba el rey Jorge I a sí mismo, pues se veía como un nuevo "Augusto". Por lo tanto, los poetas ingleses usaron el término como una manera de referirse a sus propias producciones, porque les parecía que encajaba con la Antigüedad en otro aspecto: la poesía inglesa del siglo XVIII era política, satírica y marcada por el problema filosófico central de quién debe ser el sujeto central de la poesía: si el individuo o la sociedad. 

## Concepto general
En la época augusta, todos los poetas escribieron como contrapunto y expansión directa de otro, con cada poeta escribiendo sátira cuando estaba en la oposición. Hubo una gran lucha sobre la naturaleza y el papel del pastoral a principios de siglo, reflejo de dos movimientos simultáneos: la invención del yo subjetivo como un asunto digno, con la emergencia de una prioridad sobre la psicología individual, contra la insistencia en todos los actos artísticos de ser una interpretación y un gesto público realizado en beneficio de la sociedad en su conjunto. El desarrollo ulterior parece que llevó al acuerdo entre ambos lados, con una gradual adaptación de todas las formas de poesía de todos sus viejos usos. Las odas dejarían de ser un encomio, las baladas dejaron de ser narrativas, las elegías ya no eran sinceros recordatorios, las sátiras no serían ya entretenimientos específicos, las parodias ya no eran piezas dramáticas sin sarcasmo, las canciones ya no serían mordaces, y la lírica se convertiría en una celebración del individuo, más que el lamento del amante. Estos desarrollos pueden verse como extensiones del Protestantismo, como arguyó Max Weber, pues representan un crecimiento gradual de las implicaciones de la doctrina de Lucero del sacerdocio de todos los creyentes, o puede verse como el crecimiento en poder y asertividad, de la burguesía y un eco del desplazamiento del trabajador con respecto a su casa en la industrialización creciente, como han señalado marxistas como E.P. Thompson. Puede señalarse que el desarrollo del individuo subjetivo frente al individuo social era una reacción natural al comercio sobre otros métodos económicos. Con independencia de cuál sea la causa, un grupo de voces bastante conservadoras defendían una persona social y un amplio grupo emergente de voces abogaban por la persona individual.

## Alexander Pope

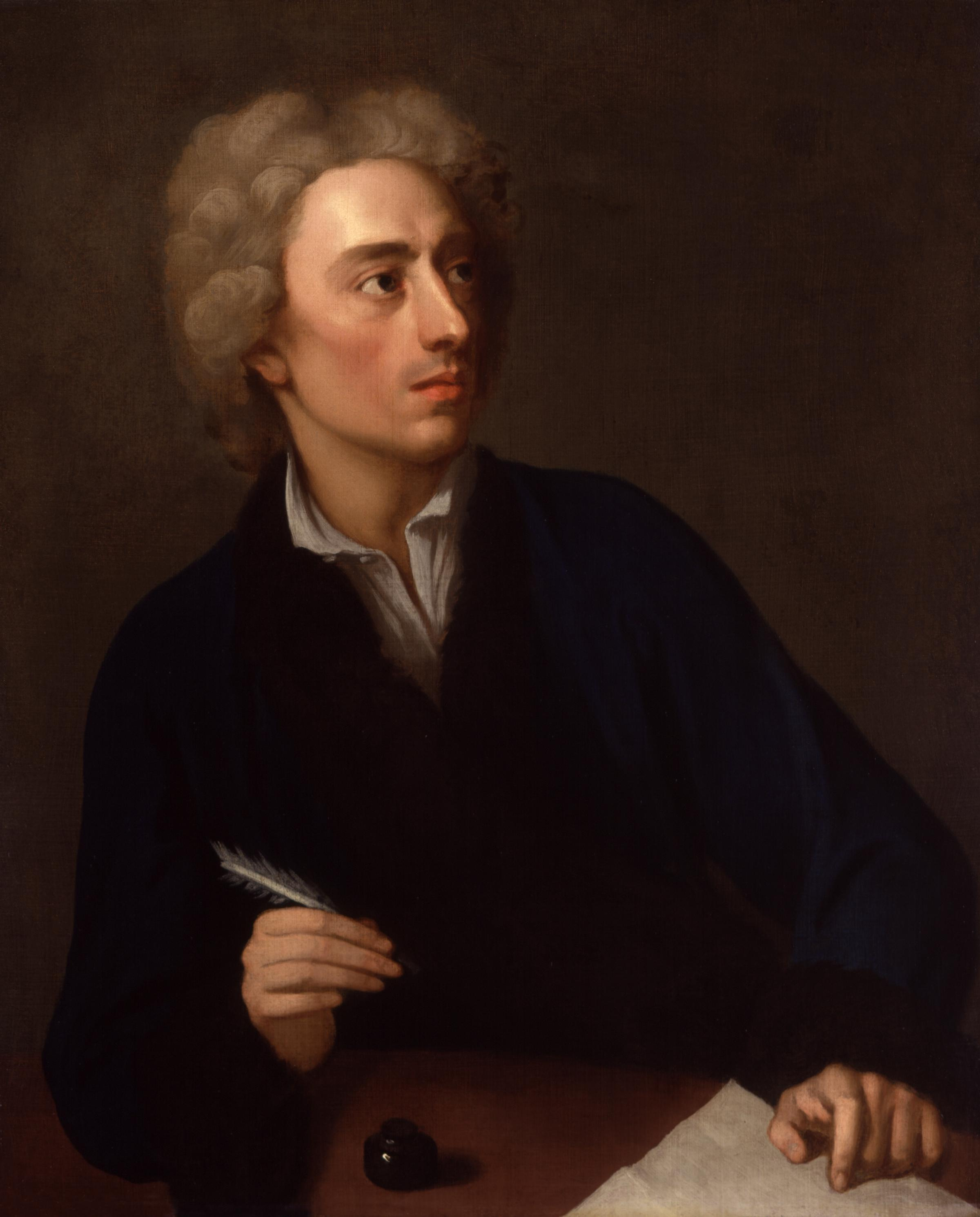
Alexander Pope, el poeta más influyente de la época augusta.

Alexander Pope domina toda la poesía augusta. Sus versos se repitieron tanto que aportaron una serie de clichés y proverbios al inglés moderno. Pope tuvo pocos rivales poéticos, pero sí era pendenciero por escrito, teniendo muchos enemigos personales y oponentes políticos, filosóficos o religiosos. Pope y sus enemigos (a menudo llamados "the Dunces (los burros)" debido a la exitosa sátira que Pope hizo de ellos en La dunciada) se enfrentaron sobre el tema adecuado para la poesía y de la actitud apropiada de la voz poética.
La lucha sobre la pastoral se inicia después de que Pope publicara sus Pastorales de las cuatro estaciones en 1709. Una crítica en el Guardian alabó las pastorales de Ambrose Philips sobre las de Pope, y este replicó con una falsa alabanza de las Pastorales de Philips en las que las escarnecía. Pope citó los peores versos de Philips, se burló de su ejecución, y se deleitó señalando sus versos vacíos. Pope más tarde explicó que cualquier representación de los pastores y sus amantes en la pastoral no deben ser pastores contemporáneos, sino iconos de la Edad de oro: "no debemos describir nuestros pastores como son en realidad actualmente, sino por cómo puede concebirse que eran, cuando los mejores hombres se dedicaban a esta actividad" (Gordon). Las Pastorales de Philips no eran poesías particularmente malas, pero reflejaban su deseo de "actualizar" la pastoral. En 1724, Philips actualizaría de nuevo la poesía escribiendo una serie de odas dedicadas a "todas las edades y caracteres, desde Walpole, el timonel del reino, a la señorita Pulteney en el cuarto de los niños." Henry Carey fue uno de quienes mejor satirizaron estos poemas, y su Namby Pamby se convirtió en una obliteración, con gran éxito, de Philips y su esfuerzo. Lo que destaca de Philips frente a Pope, sin embargo, es el hecho de que ambos poetas estaban adaptando la pastoral y la oda, ambos alteraban estos géneros. La insistencia de Pope sobre una Edad de Oro pastoral era una afirmación política no menor que el deseo de Philips de actualizarla. Es fácil ver en Ambrose Philips el esfuerzo por un triunfo modernista, pero no es menos cierto que Pope usaba una pastoral artificiosamente restringida como una declaración de lo que debe ser el ideal.

## Traducción y adaptación de los clásicos

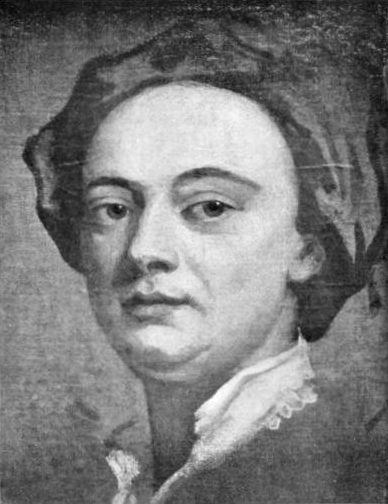
Retrato de John Gay. Su apacible sátira contrasta con las más ásperas de Pope y Swift.

El amigo de Pope John Gay también adaptó la pastoral. Gay, trabajando por sugerencia de Pope, escribió una parodia de la pastoral actualizada en The Shepherd's Week. También imitó las Sátiras de Juvenal con su Trivia. En 1728, su The Beggar's Opera fue un enorme éxito, llegando al insólito número de ochenta representaciones. Todas estas obras tienen en común un gesto de compasión. En Trivia, Gay escribe como si se compadeciera de aquellos que viven en Londres, y se encuentran amenazados por la ruinosa albañilería y los lanzamientos de aguas menores desde las casas, y The Shepherd's Week representa con gran detalle las locuras de la vida cotidiana y del carácter excéntrico. Incluso The Beggar's Opera, que es una sátira de Robert Walpole, retrata sus personajes con compasión: los villanos tienen canciones patéticas por derecho propio y actúan más por necesidad que por pura maldad. 
A lo largo de la época augusta fue un lugar común la "actualización" de poetas clásicos. No eran traducciones, sino más bien imitaciones de modelos clásicos, y la imitación permitió a los poetas velar su responsabilidad por los comentarios que hacían. Alexander Pope consiguió referirse al propio Rey en términos nada elogiosos por la vía de "imitar" a Horacio en su Epístola a Augusto. De la misma manera, Samuel Johnson escribió un poema que cae dentro del periodo augusto con su "imitación de Juvenal" titulada Londres. La imitación era inherentemente conservadora, pues argumentaba que todo lo bueno se encontraba en la vieja educación clásica, pero su finalidad era progresista, como los poetas que los usaban solían hacerlo para quejarse de la situación política. 
Pope logró dos de las mayores sátiras poéticas de todo el periodo augusto. El rapto del rizo (1712 y 1714) era una suave falsa poesía épica. Pope aplica la estructura heroica y épica de Virgilio a la historia de una joven, Arabella Fervor, a la que el amoroso barón Lord Petre cortaba con tijeras un rizo. Las estructura de la comparación fuerza a Pope a inventar fuerzas mitológicas que supervisan la lucha, y así crea una batalla épica, completada con una mitología de sílfides y metempsicosis, sobre un juego de zanga, que lleva a una desalmada apropiación de un rizo de pelo. Finalmente, aparece un Deus ex machina y el rizo experimenta una apoteosis. Hasta cierto punto, Pope estaba adaptando un hábito de Jonathan Swift, en Cuento de una barrica, de pretender que las metáforas son verdades literales, e inventaba así mitos que iban con lo cotidiano. El poema tuvo un enorme éxito de público. 

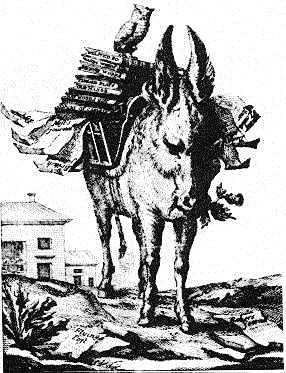
Portada de The Dunciad Variorum, de Alexander Pope, de 1729.

Una década después de la sátira moderada y divertida de El rapto del rizo, Pope escribió su obra maestra de la invectiva y el oprobio concreto, en La dunciada. Cuenta la historia de la diosa Aburrimiento eligiendo un nuevo avatar. Se encarna en uno de los enemigos personales de Pope, Lewis Theobald, y el poema describe la coronación y los juegos heroicos entre todos los burros de Gran Bretaña para celebrar la ascensión de Theobald. Cuando los enemigos de Pope respondieron a La dunciada con ataques, Pope produjo la Dunciad Variorum, con un comentario "erudito" sobre La dunciada original. En 1743, añadió un cuarto libro y cambió el héroe de Lewis Theobald pasó a ser Colley Cibber. En el cuarto libro de la nueva Dunciada, Pope expresa el punto de vista de que, en la batalla entre la luz y la oscuridad (la Ilustración y la Edad Oscura), Noche y Aburrimiento estaban predestinadas a la victoria, que todas las cosas de valor pronto iban a desaparecer bajo la cortina de la ignorancia.
John Gay y Alexander Pope están a un lado de la frontera entre los que celebraban al individuo y los que celebraban lo social. Pope escribió El rapto del rizo, dijo, para resolver un desacuerdo entre dos grandes familias, para hacerlas reír y de esa manera quedar en paz. Incluso La dunciada, que parece ser una matanza en serie de toda la lista de enemigos de Pope, instala a estas figuras como expresiones de fuerzas peligrosas y antisociales en las letras. Theobald y Cibber quedan marcados por la vanidad y el orgullo, descuidados de la moralidad. Las plumas alquiladas a las que Pope ataca sin piedad en la sección de los juegos heroicos de la Dunciada personifican la avaricia y las mentiras. Del mismo modo, Gay escribe sobre sociedad política, de los peligros sociales, y de las locuras que deben tratarse para proteger al conjunto. Los individuos de Gay con un microcosmos de la sociedad en su conjunto. 

## Poesía sentimental
Al otro lado del límite está la gente que se muestra conforme con las políticas de Gay y Pope (y Swift), pero no en su tratamiento. Incluyen, al principio del periodo augusto, a James Thomson y Edward Young. La obra de Thomson Las estaciones (1730) es poesía de la naturaleza, pero no se parece en nada a la noción de Pope sobre la pastoral de la Edad de Oro. El poeta de Thomson habla en primera persona a partir de la observación directa, y su propio estado de ánimo colorea las descripciones del paisaje. A diferencia de la obra de Pope El bosque de Windsor, las estaciones de Thomson no tienen mitología, ni aplauden a Gran Bretaña o la corona. El invierno, en particular, es melancólico y meditativo. Los Pensamientos nocturnos de Young (1742–1744) fueron inmediatamente populares. Era, más aún que El invierno, un poema de profunda soledad, melancolía y desesperación. En estos dos poetas, late la lírica tal como los románticos la verían: la celebración de las respuestas de un individuo en particular ante la visión del mundo, respuestas idiosincrásicas pero paradigmáticas.

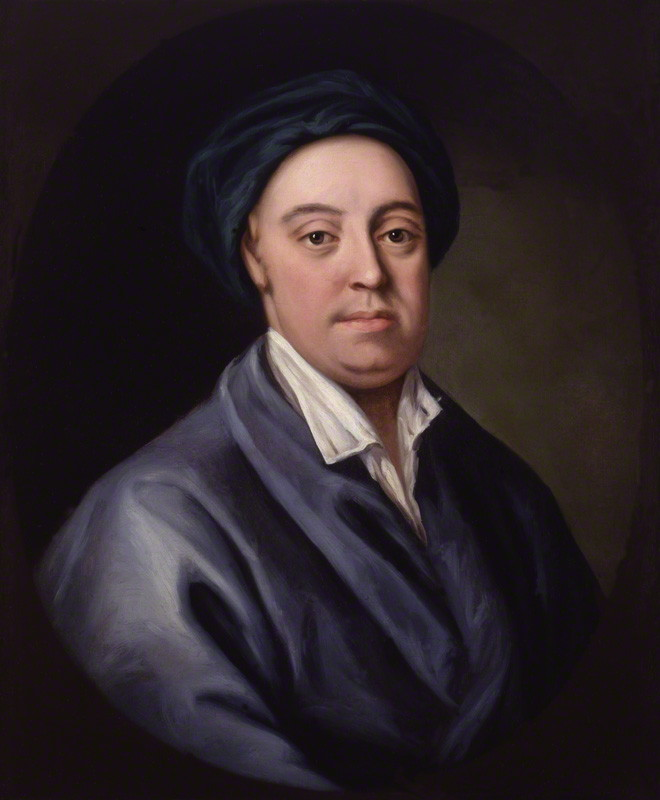
El poeta escocés James Thomson.

Estas alusiones al poeta solitario alcanzaron un nuevo nivel con la obra de Thomas Gray, cuya Elegía escrita en un cementerio de aldea (1750) fijó una nueva tendencia de reflexión melancólica en la poesía. Se escribió en el "campo," y no como opuesto a o comparado con Londres. El poema instala al observador solitario en una posición privilegiada; únicamente estando solo puede el poeta hablar de una verdad que solo se observa individualmente. Después de Gray, un grupo de poetas, conocido como Poetas de cementerio comenzaron a imitar su actitud, cuando no su estilo. Oliver Goldsmith (La aldea abandonada), Thomas Warton, e incluso Thomas Percy (El ermitaño de Warkworth), todos ellos conservadores y clasicistas (el propio Gray era profesor de griego), aceptaron la nueva poesía de soledad y pérdida. 
Cuando los románticos aparecieron a finales del siglo XVIII, no estaban aceptando una invención radicalmente nueva del yo subjetivo, sino formalizando lo que había ocurrido antes. De la misma manera, el final del siglo XVIII vio una revitalización de la balada, con la obra de Thomas Percy Reliques of Ancient English Poetry (Reliquias de la poesía inglesa antigua). Estas reliquias no eran siempre muy antiguas, pues muchas de las baladas databan solo del siglo XVII (como las baladas de Bagford o El dragón de Wantley en el Percy Folio), y lo que empezó como un movimiento anticuario pronto se hizo un movimiento folclórico. Cuando este impulso inspirado en el folclore se combinó con el impulso solitario e individualista de los poetas de cementerio, el Romanticismo se hizo poco menos que inevitable.